# Dictyna cebolla
Dictyna cebolla là một loài nhện trong họ Dictynidae.
Loài này thuộc chi Dictyna. Dictyna cebolla được Wilton Ivie miêu tả năm 1947.